# 查爾斯·格梅林
查爾斯·亨利·斯圖爾特·格梅林（Charles Henry Stuart Gmelin，1872年5月28日—1950年10月12日） 是英國田徑運動員，曾參加1896年夏季奥林匹克运动会，在男子400米獲得銅牌一面，是第一位奪得夏季奧林匹克運動會獎牌的英國人。
在1896年奧林匹克運動會揭幕戰的100米賽事獲得第三名，他成為第一位參加奧林匹克運動會的英國運動員，他並沒有晉級決賽。在400米賽事他表現突出，預賽中以56.8秒晉級決賽，可惜決賽階段不敵美國的托馬斯·伯克及赫伯特·傑米森獲得季軍。